# Femtometer
| Grotere/kleinere eenheden | Grotere/kleinere eenheden | Grotere/kleinere eenheden |
| factor                    | naam                      | symbool                   |
| ------------------------- | ------------------------- | ------------------------- |
| 10−15                     | femtometer of fermi       | fm                        |
| 10−12                     | picometer                 | pm                        |
| 10−10                     | ångström                  | Å                         |
| 10−9                      | nanometer                 | nm                        |
| 10−6                      | micrometer of micron      | µm                        |
| 10−3                      | millimeter                | mm                        |
| 10−2                      | centimeter                | cm                        |
| 10−1                      | decimeter                 | dm                        |
| 1                         | meter                     | m                         |
| 101                       | decameter                 | dam                       |
| 102                       | hectometer                | hm                        |
| 103                       | kilometer                 | km                        |
| 106                       | megameter                 | Mm                        |
| 109                       | gigameter                 | Gm                        |
| 1012                      | terameter                 | Tm                        |

Een femtometer is de lengtemaat uit het SI-stelsel met het voorvoegsel femto. Het symbool is fm. Een femtometer is gelijk aan 10−15 meter, oftewel 0,000 000 000 000 001 meter, dus 1 biljardste van 1 meter. Protonen en neutronen, de bouwstenen van de atoomkern, hebben een grootte van ongeveer 0,833 femtometer. Een fermi is gelijk aan een femtometer, maar is geen SI-eenheid.